# Station Notogawa
Station Notogawa  (能登川駅,  Notogawa-eki) is een spoorwegstation in de Japanse stad Higashiōmi. Het wordt aangedaan door de Biwako-lijn. Het station heeft twee sporen, gelegen aan één eilandperron en een enkel zijperron.

## Treindienst

### JR West
| 1   | ■ Biwako-lijn | richting Kusatsu en Kioto              |
| 2,3 | ■ Biwako-lijn | intercity richting Maibara en Nagahama |

## Geschiedenis
Het station werd in 1889 geopend. In 2007 werd het station vernieuwd.

## Overig openbaar vervoer
Toeristische bus van Hikone.

## Stationsomgeving
- Stadhuis van Higashiōmi, afdeling Notogawa
- Bibliotheek van Notogawa
- Stedelijk museum van Notogawa
- Notogawa sportcentrum
- Hayashinaka-park
- Heiwadō (supermarkt)
- Tsutaya
- Shimamura (modezaak)
- Kahma (bouwmarkt)
- Liquor Mountain (slijterij)
- Notogawa-ziekenhuis
- Seta Bank
- Kansai Urban Bank
- Notogawa-schrijn